# Municipalità di Break O'Day
La municipalità di Break O'Day è una delle 29 local government areas che si trovano in Tasmania, in Australia. Essa si estende su di una superficie di 3.809,8 chilometri quadrati ed ha una popolazione di 6.218 abitanti. La sede del consiglio si trova a St Helens.